# 혈당부하
혈당부하(영어: glycemic load, GL)는 특정 음식을 먹은 후 그 음식이 사람의 혈당 수치를 얼마나 높이는 지를 추산하는 수치이다. 혈당 부하 1단위는 포도당 1 g을 섭취하는 효과와 비슷하다. 혈당 부하는 음식에 탄수화물이 얼마나 들어 있는지, 음식에 들어 있는 탄수화물 1 g당 혈당량이 얼마나 높아지는 지를 설명한다. 혈당 부하는 혈당 지수(GI)를 기준으로 하며, 식품에 포함된 이용 가능한 탄수화물의 그람(g) 수에 식품의 혈당지수(GI)를 곱한 다음 100으로 나누어 계산한다.

## 같이 보기
- 혈당량
- 혈당지수